# Wyatt Tee Walker
Wyatt Tee Walker (* 16. August 1929 in Brockton; † 23. Januar 2018 in Chester) war ein US-amerikanischer Bürgerrechtler, Autor und Pastor.

## Leben
Walker war der Sohn des Pastors John Wise Walker und dessen Frau Maude Pinn Walker. Er studierte an der Virginia Union University, erhielt 1950 seinen Bachelor of Science in Chemie und Physik und 1953 seinen Master of Divinity.
Walker war 1953 bis 1959 Pastor der Gillfield Baptist Church in Petersburg. Er gehörte zu der Gruppe junger, gesellschaftlich aktiver afroamerikanischer Geistlicher, die in der Bürgerrechtsbewegung aktiv wurden. Walker war Vorsitzender der National Association for the Advancement of Colored People (NAACP) in Petersburg und des Congress of Racial Equality (CORE) in Virginia und gründete die Petersburg Improvement Association. Für seine friedlichen Proteste gegen die Rassentrennung wurde er mehrfach verhaftet. 1958 rekrutierte ihn Martin Luther King, den er während seines Studiums kennengelernt hatte, zum Vorstand der im vorigen Jahr gegründeten Southern Christian Leadership Conference (SCLC). Walker half, die Landesorganisation der SCLC in Virginia aufzubauen, und wurde 1960 der erste executive director der Organisation. Er war an der Organisation mehrerer maßgeblicher Proteste wie dem Marsch auf Washington für Arbeit und Freiheit beteiligt. 1964 gab er diesen Posten auf, um für die Negro Heritage Library zu arbeiten. Er wurde 1966 Vorsitzender dieser Organisation. In den 1960ern und 70ern diente er dem Gouverneur von New York Nelson Rockefeller als urban affairs specialist. Außerdem organisierte er Proteste gegen die Apartheid in der Republik Südafrika und unterstützte den Wahlkampf des Politikers Jesse Jackson bei den Präsidentschaftswahlen 1984 und 1988.
Walker war 1967 bis 2003 Pastor der Canaan Baptist Church of Christ in Harlem. Er promovierte 1975 am Colgate Rochester Crozer Divinity School in African American Studies mit einem Fokus auf Musikwissenschaft. In den folgenden Jahren veröffentlichte er eine Reihe an Büchern und Essays zu diesem Thema. Er verstarb am 23. Januar 2018 in Chester.

## Werke
- “Somebody’s Calling My Name”: Black Sacred Music and Social Change (1979)
- The Soul of Black Worship: A Trilogy—Preaching, Praying, Singing (1984)
- Road to Damascus: A Journey of Faith (1985)
- Spirits That Dwell Deep in the Woods: The Prayer and Praise Hymns of the Black Religious Experience (1987–1991)
- Gospel in the Land of the Rising Sun (1991)
- The Harvard Paper: The African-American Church and Economic Development (1994)
- Soweto Diary: The Free Elections in South Africa: Featuring the Original Poetry of Nathan Wright, Jr. (1994)
- A Prophet from Harlem Speaks: Sermons & Essays (1997)
- Race, Justice & Culture: Pre-Millennium Essays (1998)
- Millennium End Papers: The Walker File ’98–’99 (2000)
- My Stroke of Grace: A Testament of Faith Renewal (2002)